# Neoleptura auripennis
Neoleptura auripennis là một loài bọ cánh cứng trong họ Cerambycidae.